# Krnov
Krnov (deutsch Jägerndorf) liegt im tschechischen Teil Schlesiens und ist die größte Stadt im Verwaltungsbezirk Bruntál (Freudenthal).

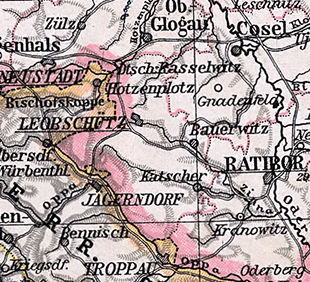
Jägerndorf nordwestlich von Troppau und westlich von Ratibor auf einer Landkarte von 1910

## Geographie
Die Stadt liegt in der Region Mährisch-Schlesien (Moravskoslezský kraj) an der Grenze zu Polen und am Zusammenfluss von Opava (Oppa) und Opavice (Goldoppa) am Niederen Gesenke, zu Füßen des Burgberges (Přední Cvilínský kopec, im Volksmund Cvilín). Die Stadt befindet sich im Zuckmanteler Bergland (Oppagebirge), ihr südliches Šelemburk(Schellenberg), Cvilín (Burgberg), Mariánské Pole (Marienfeld), Flugplatz) sowie westliches Stadtgebiet Kostelec (Weisskirch), Ježník (Mösnig) am Niederen Gesenke und das südöstlich gelegene Červený Dvůr (Roter Hof) am Leobschützer Lößhügelland. Durch die Stadt führt die Fernstraße 45 zum an der Ortsgrenze liegenden Grenzübergang nach Polen und nach Süden nach Bruntál (Freudenthal). Auch die internationale Bahnstrecke Ostrau – Breslau verläuft durch Krnov.

Karte von Jägerndorf um 1730

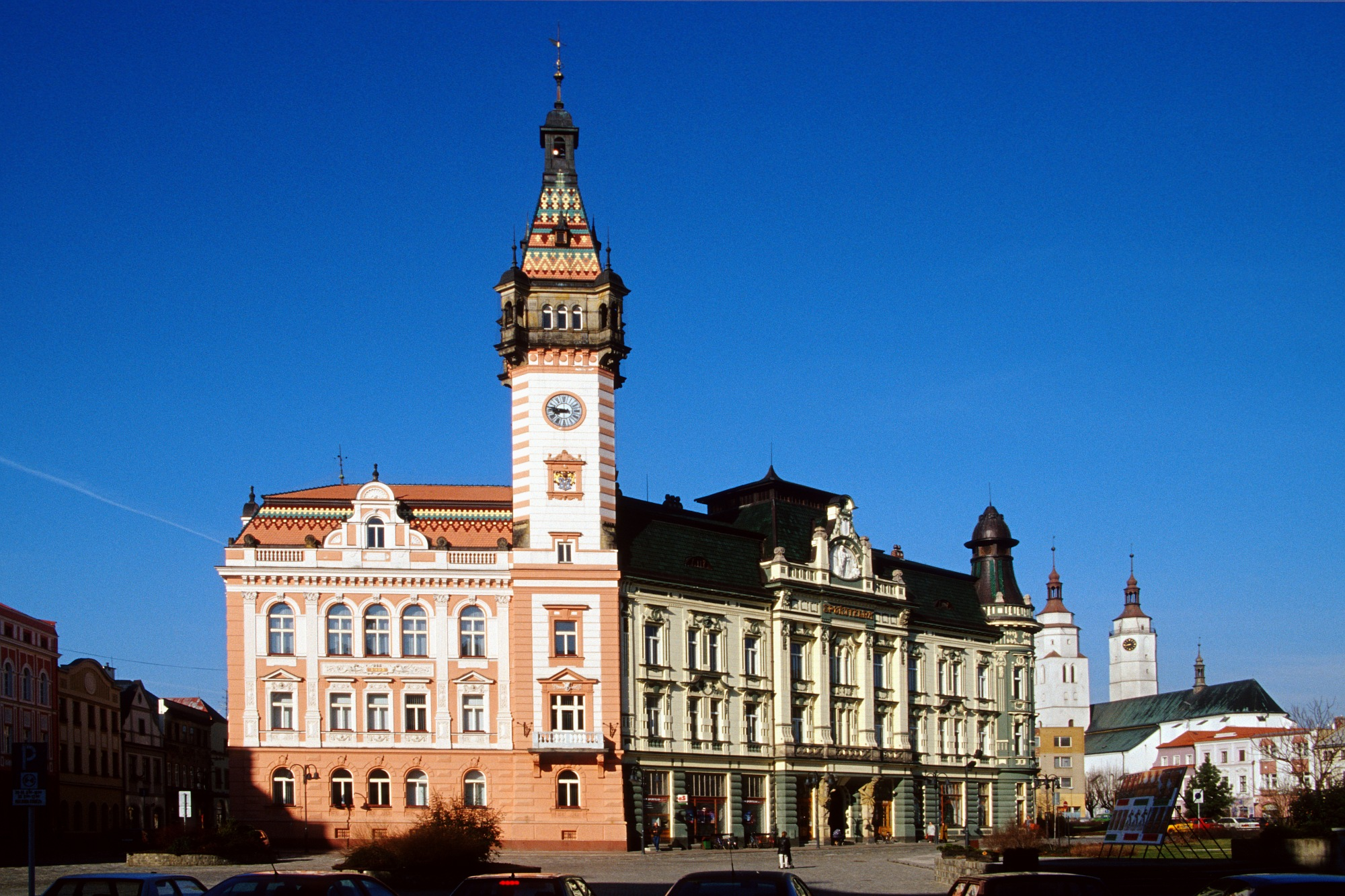
Rathaus und Sparkassengebäude

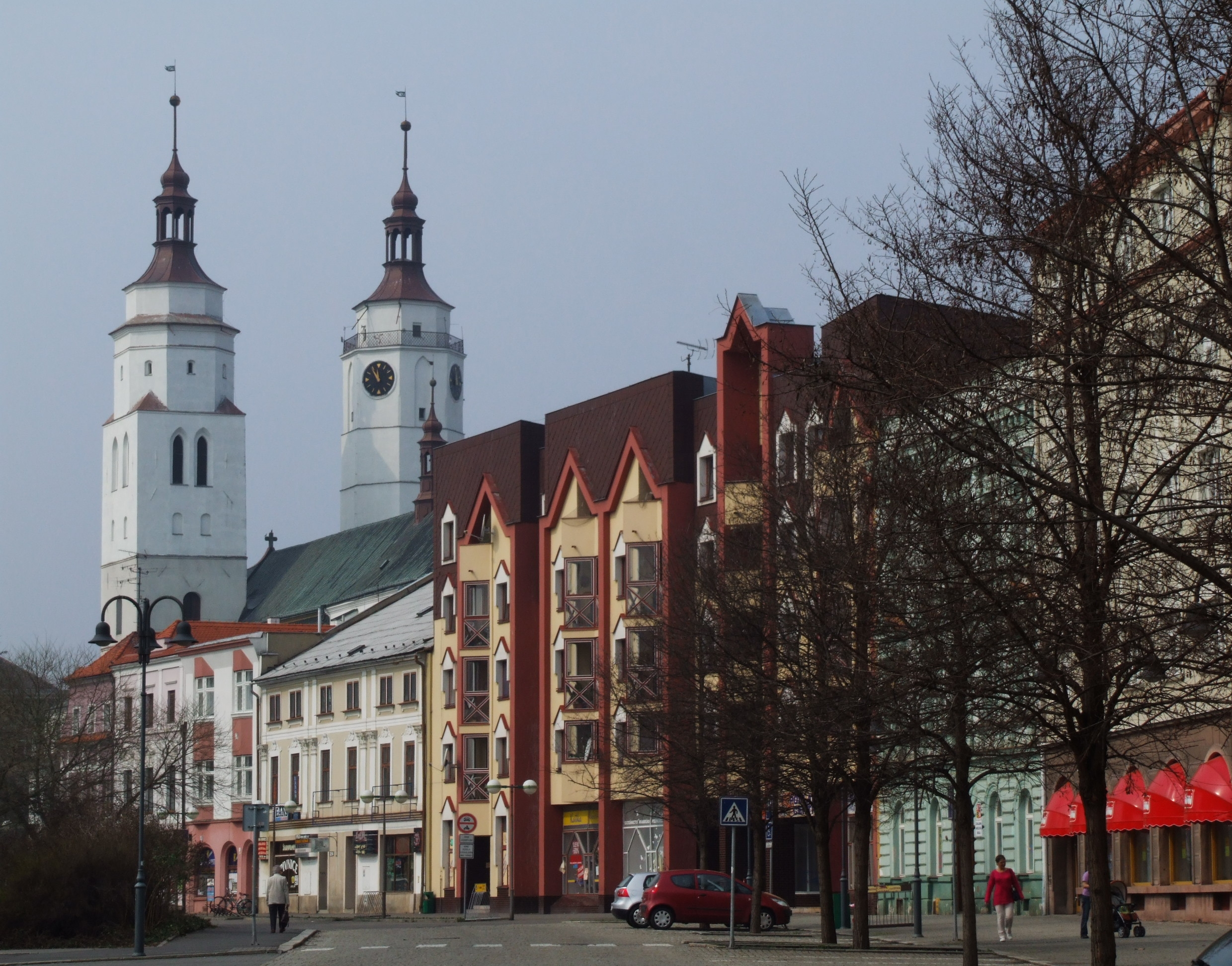
Hauptplatz mit Pfarrkirche St. Martin

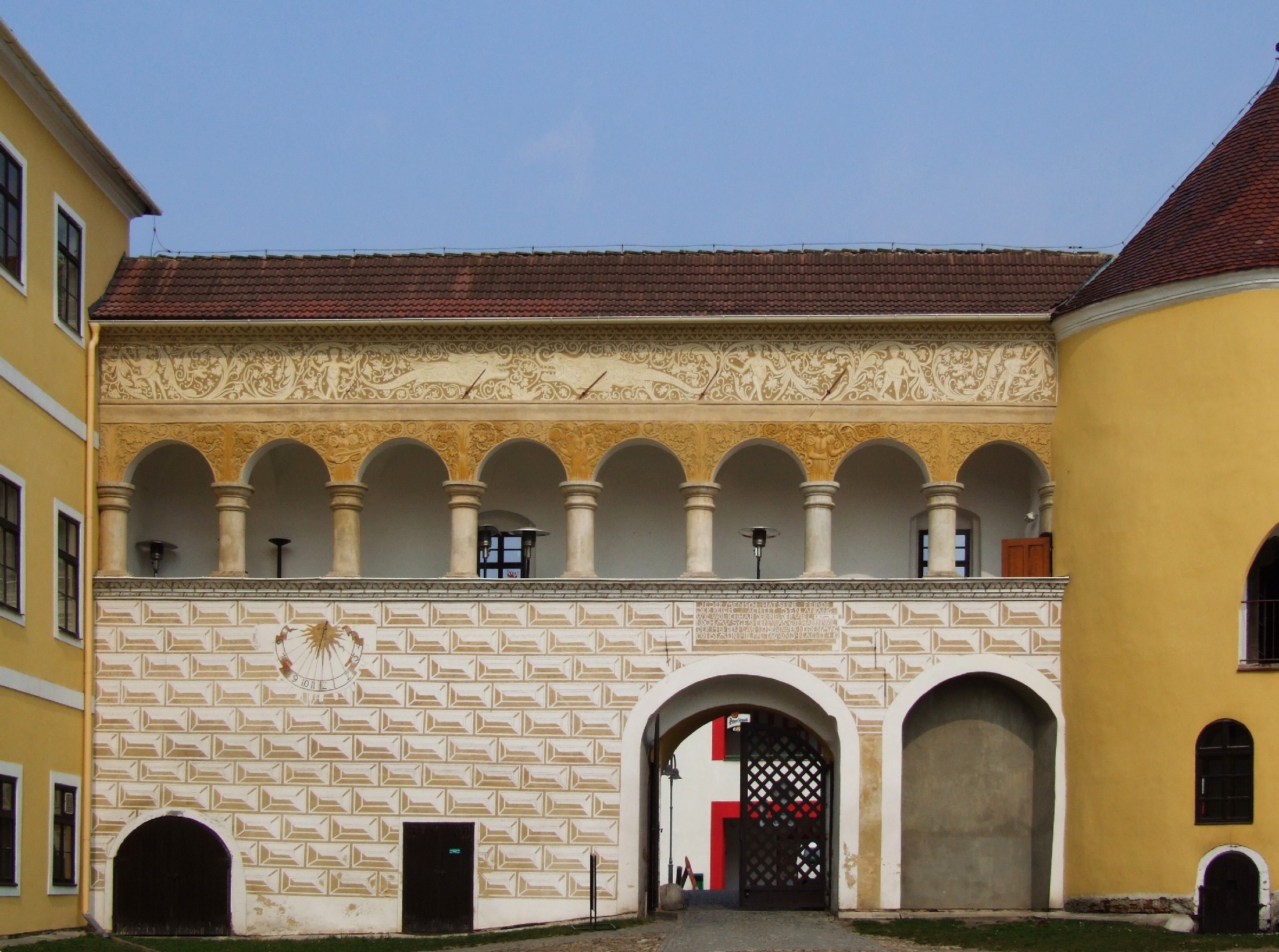
Hof des Schlosses

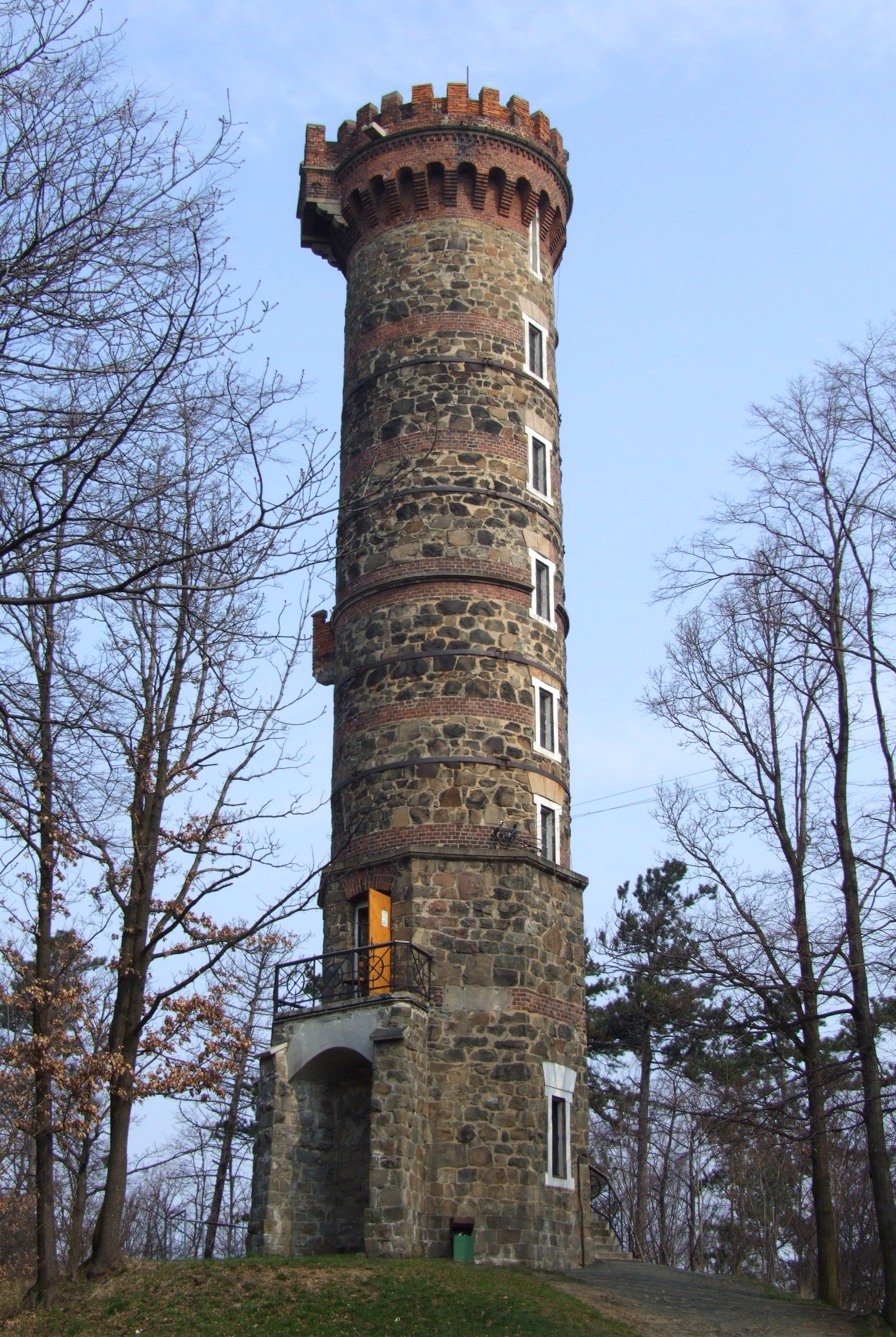
Liechtensteinwarte auf dem Burgberg Cvilín

## Stadtgliederung
Krnov gliedert sich in die drei Stadtteile Krásné Loučky (Schönwiese), Pod Bezručovým vrchem (Unter dem Hanselberg) und Pod Cvilínem (Unter dem Burgberg) und zugleich in die drei Katastralgebiete Krásné Loučky (Schönwiese), Krnov-Horní Předměstí (Jägerndorf-Ober Vorstadt), Krnov-Opavské Předměstí (Jägerndorf-Troppauer Vorstadt).
Außerdem gibt es die Katastralgemeinden Horní Předměstí (Ober Vorstadt), Hlubčické Předměstí (Leobschützer Vorstadt), Opavské Předměstí (Troppauer Vorstadt), Guntramovice (Güntersdorf), Chomýž (Komeise), Chařová (Krotendorf), Mariánské Pole (Marienfeld), Ježník (Mösnig), Červený Dvůr (Roter Bau) und Kostelec (Weißkirch).

## Geschichte

### Entstehungszeit
Die Gegend wurde erstmals in der Steinzeit besiedelt, etwa um 3000 v. Chr. Eine solche Siedlung befand sich auf dem Burgberg. Im 12. und 13. Jahrhundert riefen böhmische Herzöge und Könige Deutsche als Bauern, Bergleute, Handwerker, Kaufleute und Künstler ins Land, um von ihnen die bis dahin wegen der Mongolenüberfälle nur sehr dünn besiedelten Randgebiete erschließen und kultivieren zu lassen. Auch Juden und vereinzelt Walachen kamen damals ins Land. Die erste schriftliche Erwähnung des Ortes als Völkisch Kyrnow stammt aus einer Urkunde von Wenzel I. von 1240. Die Bezeichnung Jegerdorf wurde 1253 im Zusammenhang mit der Erwähnung des ersten Vogts Siegfried gebraucht. In den Urkunden des Mittelalters findet sich auch der lateinische Name Carnovia.
Um 1269 gelangte das zur mährischen Provinz Troppau gehörende Jägerndorf an den außerehelichen Sohn des böhmischen Königs Ottokar II., Nikolaus I. von Troppau, den Begründer des Herzogtums Troppau. 1273 gründete der Minoritenorden in Jägerndorf ein Kloster, das sich in der Folgezeit zu einem bedeutenden Zentrum des Ordens entwickelte und bis weit in den osteuropäischen Raum (Litauen, Belarus, Ukraine) ausstrahlte. 1281 ließ sich auch der Deutsche Orden in Jägerndorf nieder. Zu welchem Zeitpunkt der Ort Jägerndorf die Stadtrechte erhielt, ist nicht überliefert, jedoch wurden sie 1279 durch die Regentin Kunigunde, die Witwe des böhmischen Königs Ottokar II. bestätigt. Das älteste Stadtwappen stammt von 1311 und zeigt drei goldene Jagdhörner und drei silberne Sterne auf blauem Grund. Anfang des 14. Jahrhunderts entstanden die ersten Handwerksbetriebe, die Leinen und Tuche herstellten und damit eine noch andauernde Tradition begründeten. Erstmals 1335 wurde ein Schöffengericht in der Stadt nachgewiesen, das auch die Blutgerichtsbarkeit besaß. Mit Peter Vogt wurde 1371 zum ersten Mal ein Bürgermeister urkundlich erwähnt. Nach dem Tod des Troppauer Přemysliden Nikolaus II. wurde das Herzogtum Troppau 1367 auf dessen Söhne Přemysl I., Nikolaus III., Wenzel I. und Johann I. aufgeteilt. Johann I. erhielt vorab als Alleinerbe das Herzogtum Ratibor, wodurch er Stammvater der přemyslidischen Linie Troppau-Ratibor wurde. 1377 wurde das Herzogtum Troppau wiederum geteilt, wobei Johann I. das Gebiet von Jägerndorf erhielt, das zum eigenständigen Herzogtum Jägerndorf erhoben wurde und zu dem auch die Herrschaft Freudenthal gehörte. In der Folge wechselten die Besitzer häufig, mehrfach verbunden mit kriegerischen Auseinandersetzungen. 1474 wurde die Stadt von Truppen des Gegenkönigs Matthias Corvinus erobert und niedergebrannt.

### Unter den Hohenzollern
Am 14. Mai 1523 erwarb Markgraf Georg der Fromme von Brandenburg-Ansbach-Kulmbach aus dem Hause Hohenzollern das Herzogtum Jägerndorf von seinem bisherigen Besitzer Herzog Georg von Schellenberg für 58.900 ungarische Gulden. Georg führte schon bald die Reformation ein und säkularisierte unter anderem das Minoritenkloster, ohne auf Widerstand der Bevölkerung zu stoßen. Jedoch brüskierte er den ansässigen tschechischen Adel, indem er die wichtigen Ämter mit Deutschen besetzte und das Mährische Landrecht aufhob. Neben anderen Befestigungen zur Türkenabwehr ließ der Markgraf auch die Stadt Jägerndorf durch eine starke Stadtmauer und mächtige Stadttore schützen. Auch das Schloss Jägerndorf wurde in die Befestigungsanlagen einbezogen. Zur Verbesserung der hygienischen Verhältnisse wurden die Straßen der Stadt gepflastert. Als Markgraf Georg durch den Erwerb weiterer Besitzungen in Schlesien seine Macht ausweitete, stieß er auf den Widerstand der habsburgischen Herrscher. So konnte er für seine Nachfolge nur für Jägerndorf ein unbeschränktes Erbrecht durchsetzen. Unter seinem Sohn Georg Friedrich, der von 1557 bis 1603 Jägerndorf besaß, kam es 1570 durch die Einführung der tschechischen Sprache im Gerichtswesen gleichberechtigt neben dem Deutschen zu einer Befriedung des tschechischen Adels. Zwischen 1558 und 1564 setzten die Pest und zahlreiche Brände der Stadt erheblich zu. Da Georg Friedrich keine direkten Nachkommen hatte, vermachte er das Jägerndorfer Herzogtum dem Brandenburger Kurfürsten Joachim Friedrich. Dessen Sohn Johann Georg war Oberbefehlshaber der Truppen des pfälzischen „Winterkönigs“ Friedrich V., weshalb seine böhmischen Besitzungen nach der Schlacht am Weißen Berg vom Kaiser Ferdinand II. konfisziert wurden. Am 15. März 1623 übertrug der Kaiser das Herzogtum Jägerndorf seinem treuen Anhänger Karl I. von Liechtenstein, dem bereits seit 1613 das Herzogtum Troppau gehörte. Er vereinte die beiden Herzogtümer zum Herzogtum Troppau-Jägerndorf und führte die Rekatholisierung der Untertanen durch. Seine Nachkommen blieben bis zur Enteignung 1945 im Besitz ihrer böhmischen Ländereien.
Die regierende Herzöge aus dem Hause Hohenzollern waren:
- Georg der Fromme (1541–1543), regierender Fürst von Ansbach und Kulmbach
- Georg Friedrich (1539–1603), regierender Fürst von Ansbach und Kulmbach und Herzog von Preußen
- Joachim Friedrich (1603–1606), auch Herzog von Preußen und Kurfürst von Brandenburg
- Johann Georg (1606–1621), Herzog von Jägerndorf

### Österreichisch-Schlesien
Im Dreißigjährigen Krieg verwüsteten und plünderten nacheinander die Dänen, Wallenstein und die Schweden die Gegend. Ein Großbrand zerstörte 1706 weite Teile von Jägerndorf, unter anderem auch das Minoritenkloster. 1740 berief sich der preußische König Friedrich II. auf alte hohenzollerische Rechte am Herzogtum Jägerndorf und nahm dies unter anderem zum Anlass, Schlesien zu erobern. Nach dem Vorfrieden von Breslau, der 1742 den Ersten Schlesischen Krieg beendete, blieb zwar das Herzogtum Jägerndorf bei Österreich, verlor allerdings Gebiete um Leobschütz und jenseits der Oppa an Preußen. Die Stadt Jägerndorf wurde zur Grenzstadt. Im Bayerischen Erbfolgekrieg kam es 1778 zwischen den Preußen und den Österreichern nahe der Stadt zum Scharmützel von Weißkirch.

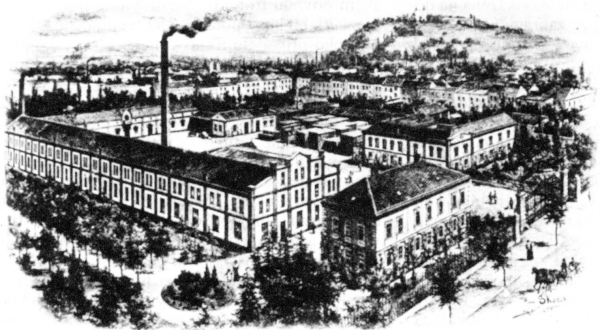
Rieger-Orgelfabrik

Mit dem Aufbau der Zentralverwaltung für Österreichisch-Schlesien in Troppau verlor Jägerndorf ab 1793 stark an Bedeutung. Mit der Einführung der österreichischen Reichsverfassung von 1849 erlosch das Herzogtum Jägerndorf. Mitte des 19. Jahrhunderts entwickelte sich Jägerndorf jedoch zu einem bedeutenden Industriezentrum. Dies wurde begünstigt durch den Bau der Mährisch-Schlesischen Centralbahn, durch die die Stadt sowohl mit Breslau als auch mit der Nordbahn Wien–Krakau verbunden wurde. Außerdem kreuzte sich dort die Strecke mit der Oberschlesischen Bahn mit Verbindungen nach Ratibor in Schlesien und Olmütz in Mähren. Die Produkte der 27 Betriebe der Jägerndorfer Tuchindustrie waren weltberühmt. Ebenfalls Weltruf erlangte die von Franz Rieger gegründete Firma Rieger Orgelbau (zwischen 1947 und 2018: Rieger-Kloss). Hinzu kamen mehrere Maschinenfabriken, darunter ein großes Webstuhl- und Webereimaschinenwerk.

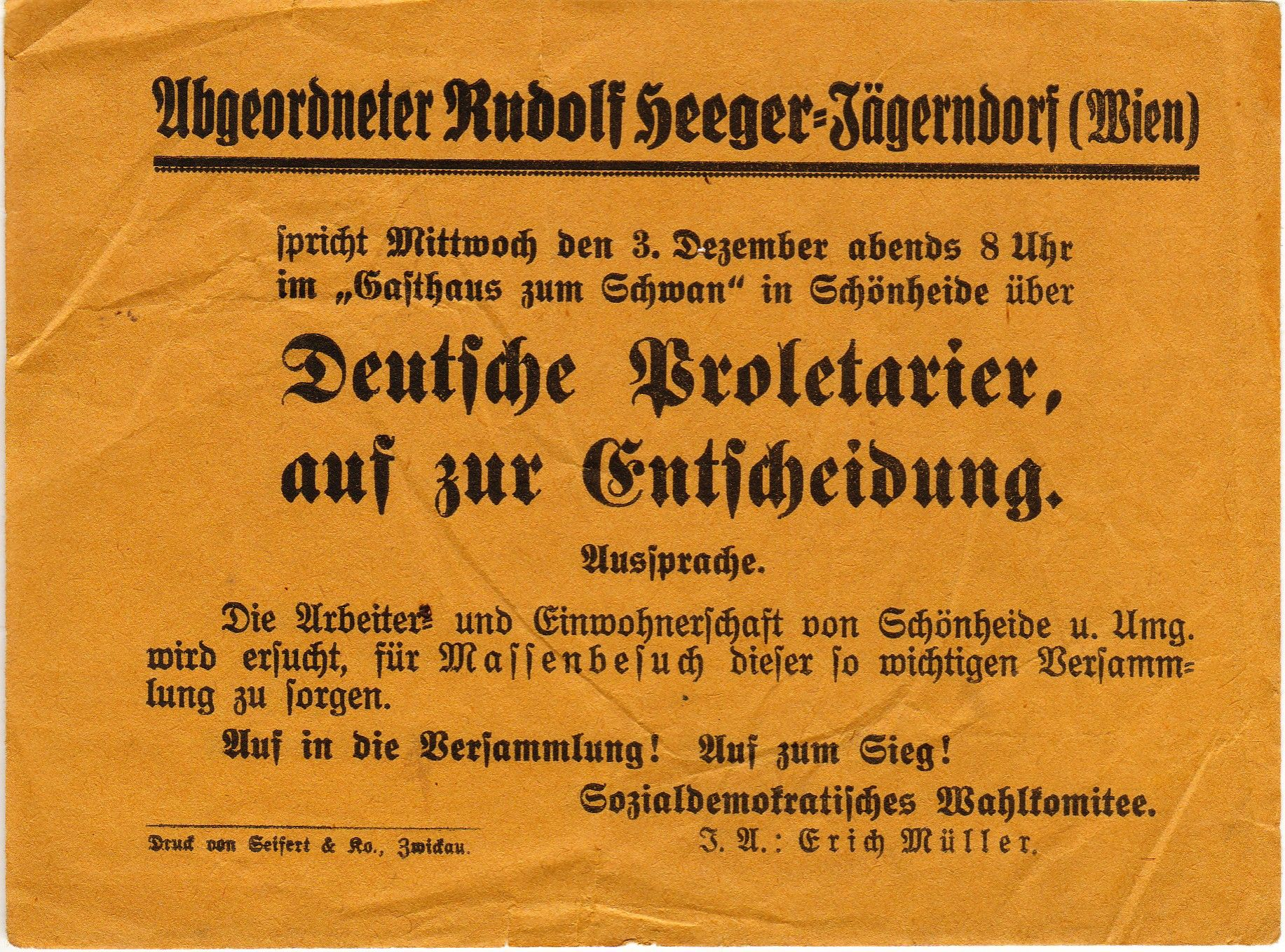
Rudolf Heeger war Abgeordneter aus Jägerndorf im Prager Parlament

### 1918–1939
Einen Tag vor der Ausrufung der Tschechoslowakei am 28. Oktober 1918 wurde die mehrheitlich deutsch besiedelte Stadt von der Tschechoslowakischen Armee besetzt. Mit der Etablierung der tschechoslowakischen Administration erhielt die Stadt die offizielle Ortsbezeichnung Krnov und wurde zum Verwaltungszentrum des gleichnamigen Bezirkes.
Die Weltwirtschaftskrise Anfang der 1930er Jahre führte zum Niedergang zahlreicher Betriebe der Stadt. Am 1. Dezember 1930 lebten dort 23.464 Einwohner, davon 90 Prozent Deutsche. Im Vollzug des Münchner Abkommens besetzten im Oktober 1938 deutsche Truppen die Stadt. Jägerndorf wurde Sitz des gleichnamigen Landkreises. Dieser wurde im April 1939 dem neu gebildeten Reichsgau Sudetenland unterstellt und unterstand dort dem Regierungsbezirk Troppau. Bis zur Volkszählung am 17. Mai 1939 hatte sich die Bevölkerungszahl auf 25.522 erhöht.

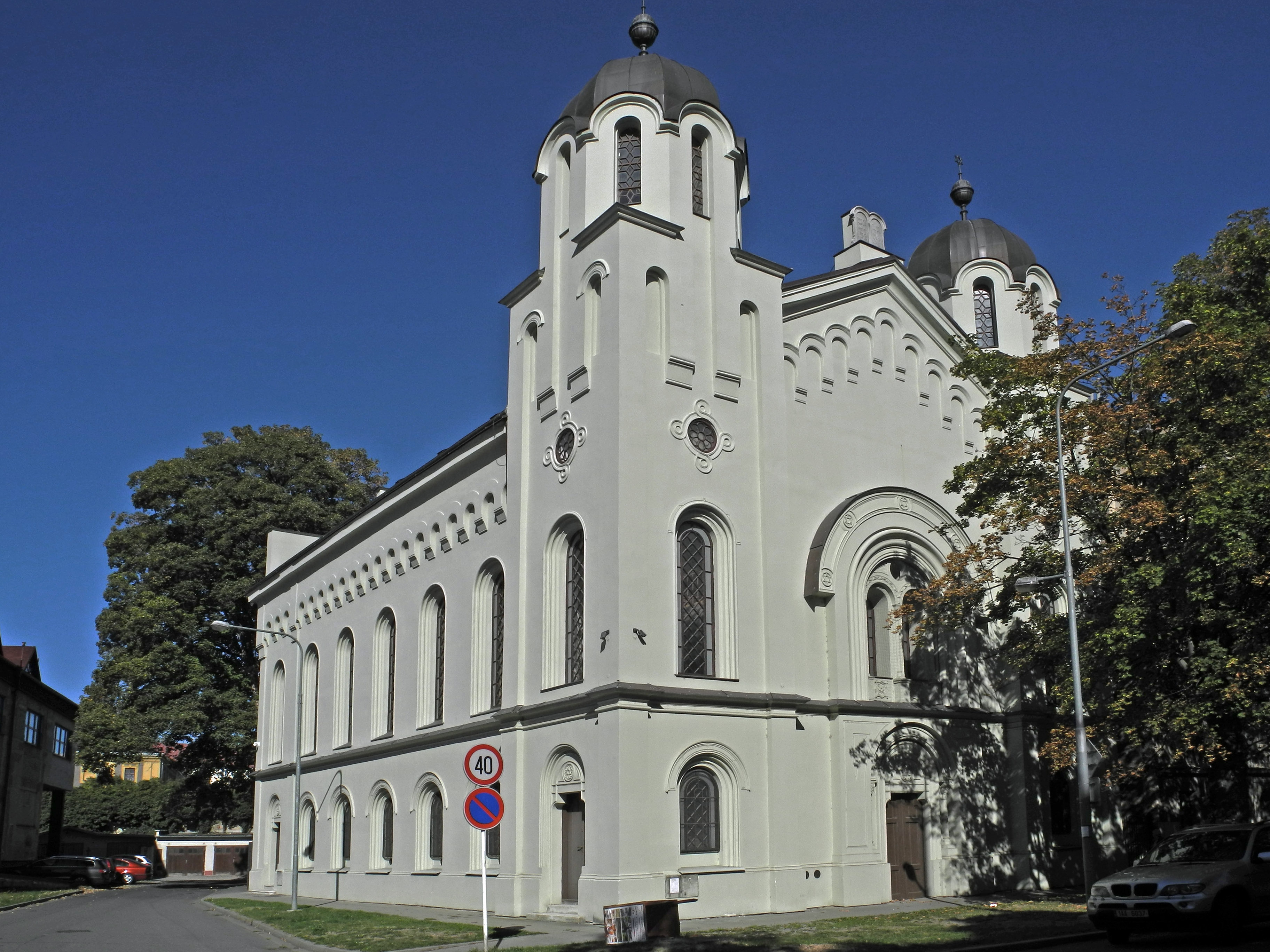
Synagoge (2018)

Nachdem die Juden im 16. Jahrhundert aus dem Troppau-Jägerndorfschen Gebiet ausgewiesen worden waren, hatten sich in Jägerndorf bis 1860 wieder 17 Familien angesiedelt, die einen Kultusverein bildeten, der um 1870 aus 55 Familien bestand. Nach 1938 wurde die jüdische Gemeinde, die etwa 600 Mitglieder hatte, enteignet und zum Teil in Konzentrationslager verschleppt. Darunter befanden sich bedeutende Persönlichkeiten der Stadt wie die Textilhersteller Wilhelm und Jakob Bellak, die Textilhändler Geiringer und Schulhaber, der Erzeuger des Kräuterlikörs Altvater Siegfried Gessler, der Lehrer an der Staatsrealschule Siegmund Langschur, Ärzte und Juristen. Ungefähr 80 Prozent davon sind dem Holocaust zum Opfer gefallen, ein kleiner Teil konnte flüchten. Eine Rückübertragung ihres Besitzes nach dem Krieg gestaltete sich äußerst schwierig. Bei der Volkszählung 2001 bekannte sich in Krnov kein Einwohner zur jüdischen Gemeinde.

### Nach dem Zweiten Weltkrieg
Im Jahr 1945 gehörte Jägerndorf zum Landkreis Jägerndorf im Regierungsbezirk Troppau im Reichsgau Sudetenland des Deutschen Reichs. Am 6. Mai 1945, zwei Tage vor dem Ende des Zweiten Weltkriegs, besetzte die Rote Armee Jägerndorf. Nach dem Ende des Krieges kam die Stadt wieder zur Tschechoslowakei zurück. Nach Kriegsende gab es antideutsche Maßnahmen durch nationale tschechische Milizen und Revolutionsgarden. Im Juni wurde ein Teil der deutschen Einwohner in drei Lagern interniert und die Mehrzahl von ihnen bis zum Jahr 1946 nach Deutschland ausgewiesen. Die Stadt wurde vor allem von Mährern, slowakischen Sinti und Roma und Bürgerkriegsflüchtlingen aus Griechenland neu besiedelt.
Das Hochwasser in Mitteleuropa im September 2024 hat geschätzt 70 bis 80 Prozent des Stadtgebiets von Krnov überflutet, ohne dass eine Evakuierung der Einwohner vorgenommen werden konnte. Der stellvertretende Bürgermeister erklärte, die Lage sei schlimmer als beim Oderhochwasser 1997.

## Bevölkerung
Bevölkerungsentwicklung bis 1945
| Jahr | Einwohner | Anmerkungen                                                                     |
| ---- | --------- | ------------------------------------------------------------------------------- |
| 1834 | 05.456    | (mit den Vororten) Einwohner sind katholische Deutsche                          |
| 1900 | 14.623    | deutsche Einwohner                                                              |
| 1930 | 21.925    | davon 1.767 Tschechen                                                           |
| 1933 | 23.464    | Gemeindegrenzen von 1939                                                        |
| 1939 | 24.174    | davon 21.133 Katholiken, 2.290 Evangelische, 141 sonstige Christen und 33 Juden |

Verteilung der Volksgruppen
| Volkszählung | Einwohner gesamt | Nationalität | Nationalität | Nationalität | Nationalität |
| Jahr         | Einwohner gesamt | Deutsche     | Tschechen    | Polen        | Andere       |
| ------------ | ---------------- | ------------ | ------------ | ------------ | ------------ |
| 1880         | 11.800           |              |              | -            | -            |
| 1910         | 15.647           | 15.390       | 000247       | 10           | -            |
| 1918         | 32.000           | 30.500       | 01.500       | -            | 0            |
| 1921         | 21.129           | 18.635       |              | -            |              |
| 1930         | 21.925           | 20.158       | 01.767       | -            | 0            |
| 1939         | 24.174           | -            | -            | -            | -            |

Bevölkerungsentwicklung nach Ende des Zweiten Weltkriegs
(Stand: 31. Dezember des jeweiligen Jahres)
| Jahr | Einwohner |
| ---- | --------- |
| 1947 | 16.355    |
| 1950 | 18.800    |
| 1960 | 22.529    |
| 1970 | 22.306    |
| 1980 | 26.405    |

| Jahr | Einwohner |
| ---- | --------- |
| 1990 | 26.075    |
| 2000 | 25.953    |
| 2010 | 24.940    |
| 2020 | 23.130    |
| 2022 | 22.848    |

## Sehenswürdigkeiten

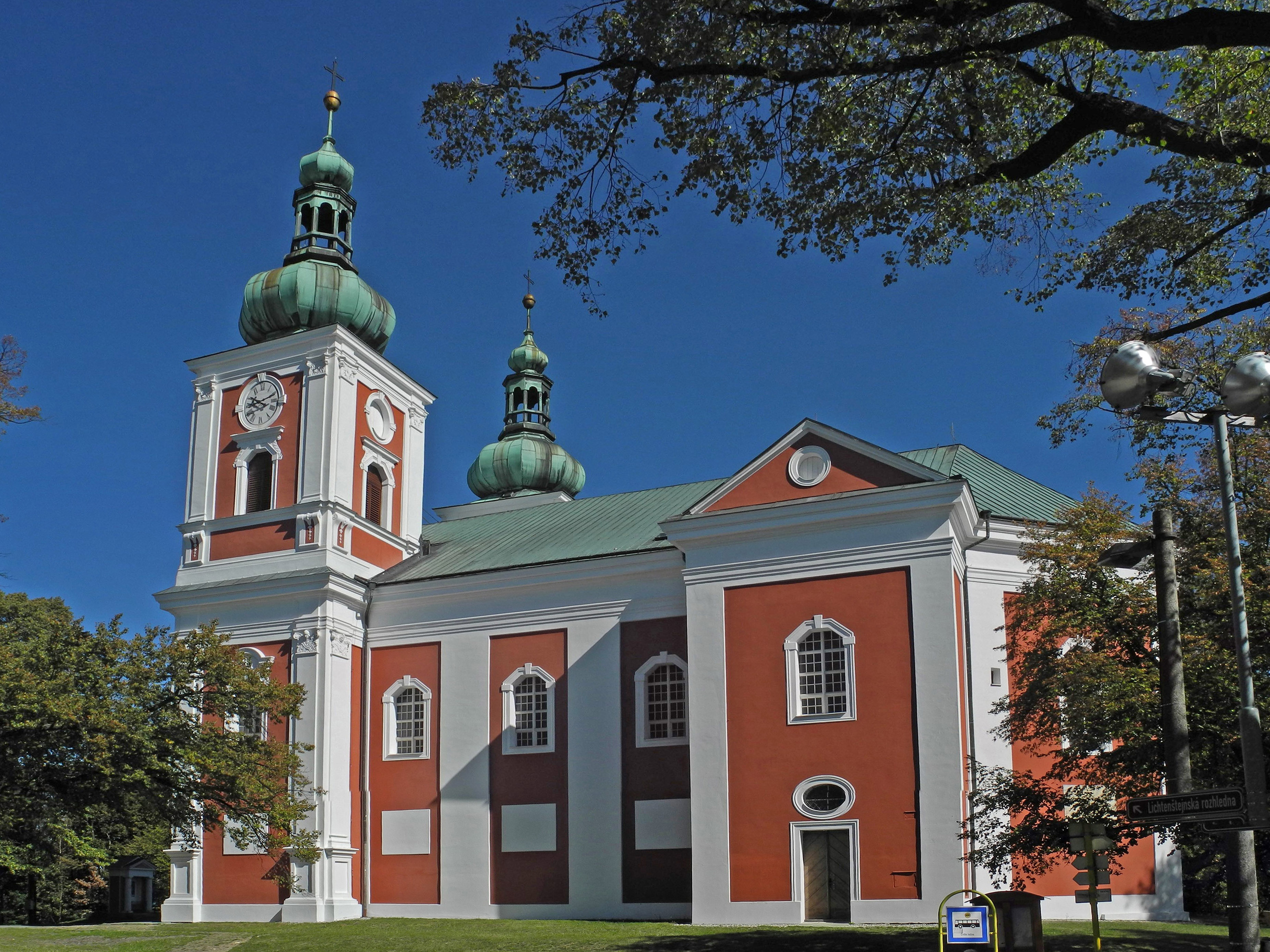
Wallfahrtskirche der „Heiligen Mutter Gottes im Schmerz“

### Schlösser und Burgen
- Schloss der Herzöge von Jägerndorf, erneuert 1531
- Ruine der Burg Cvilín (Burg Lobenstein) bei Úvalno

### Kirchen und Synagoge
- Heilig-Geist-Kirche, errichtet im 13. Jahrhundert, mit Siechenhaus, heute Orgelkonzerthalle
- Pfarrkirche St. Martin, errichtet im 13. Jahrhundert
- Katholisches Pfarramt am Kirchplatz, erbaut 1910 durch Baumeister Ernst Latzel
- Minoritenkloster mit Kirche Jungfrau Mariae Himmelfahrt von 1722 und Kapelle
- Wallfahrtskirche der Heiligen Mutter Gottes im Schmerz auf dem Burgberg, erbaut 1722
- Friedhofskirche Erhöhung des heiligen Kreuzes, erbaut im 15. Jahrhundert
- Evangelische Kirche St. Peter und Paul, erbaut 1903
- Synagoge mit Doppelturm, errichtet 1871 als größte Synagoge Nordmährens, am Tempelring; 1938 nicht zerstört, 2005 zum Teil restauriert.
- Jüdischer Friedhof, seit 1873

### Türme
- Liechtensteinwarte (Cvilín), markanter Aussichtsturm mit einem Seitentürmchen auf dem Burgberg
- Aussichtswarte auf dem Melzerberg bei Mösnig, neu erbaut durch die Nachfolge-Firma von Franz Irblich

### Schulen
- Salvatorianer-Kolleg Klösterle, unterhalb des Burgberges
- Gymnasium, erbaut 1878
- Ehemalige Kaiser-Franz-Josefs-Jubiläumsschule, erbaut 1909
- Bürgerschule, erbaut 1883 von Baumeister Latzel
- Staatliche Fachschule für Weberei, erbaut 1877
- Gebäude der Tschechischen Schule an der Meierhofstraße, seit 1919

### Öffentliche Bauten
- Schützenhaus, erbaut 1907 nach Plänen von Leopold Bauer
- Rathaus, erbaut 1903, angebaut die Sparkasse ab 1907. Das Rathaus ist baugleich mit dem 1889–1891 entstandenen Rathaus des Wiener Vorortes Währing, seit 1892 Bezirksamt des 18. Wiener Gemeindebezirks. Es wurde von Moritz und Carl Hinträger im Stil der deutschen Renaissance entworfen.
- Krankenhaus, erbaut 1930
- Turnhalle, erbaut 1930 nach Plänen von Leopold Bauer
- Stadttheater

### Villen
- Palast Silesia des Textilhändlers Geiringer & Reitler
- Villa Bellak
- Villa Steuer (Textilfabrikant), jetzt Hotel
- Villa Cerhak, jetzt Forstverwaltung
- Villa Larisch, jetzt Bankhaus
- Villa Gessler
- Villa Florian Schmidt, jetzt Stadtbücherei
- Villa Chlupaček
- Villa Bloch (Textilhändler)
- Villa Flemmich (Textilfabrikant)
- Waldschloss Mösnig, ehemals Hotel, erbaut von Josef Irmler (heute Lungenheilstätte)
- Arbeiterheim = Gewerkschaftshaus, heute Kino „MÍR“
- Schulhaberhaus, Rathausplatz
- Pavillon des früheren Eislaufplatzes
- Stadtmauer (Teilstücke), Schwedenmauer genannt, neben dem Gymnasium – im Schlosshof – auf der Ostseite des Minoritenklosters, neben der Synagoge
- Villa Kandler/Mükusch (Kunstmühlenbetrieb)
- Poliklinik, früher Krankenkasse

### Denkmale
- Denkmal für Leopold Bauer neben dem Rathaus seit 1999

## Bürgermeister
- 1850 bis 1864 Franz Florian Göbel (1802–1873), Abgeordneter
- 1864 bis 1872 Alois Larisch Fabrikant Textilien, Firmengründer
- 1872 bis 1879 Franz Goldemund
- 1879 bis 1882 Emil Hirsch
- 1882 bis 1885 Franz Goldemund
- 1885 bis 1900 Emil Hirsch
- 1900 bis 1903 Otto Rieger sen. (1847–1903), Orgelbauer
- 1903 bis 1919 Johann Kienel (1854–1945), Fabrikant
- 1919 bis 1924 Johann Trenka
- 1924 bis 1934 Richard Andratschke (1873–1953)
- 1934 bis 1938 Ernst Richter
- 1938 bis 1940 Oskar König
- 1940 bis 1945 Otto Just
- 1945 Mai/Juni Kurt Nießner, von der sowjetischen Militärverwaltung eingesetzter deutscher, aus dem Ausland zurückgekehrter Antifaschist.
- 1960? bis 1970 Josef Bača
- 1970 bis 1981 František Ivánek
- 1981 bis 1990 Jaroslav Vrzal († 2008)
- 1991 bis 1998 Bedřich Marek
- 1999 bis 2006 Josef Hercig
- 2007 bis 2010 Renata Ramazanová
- 2011 bis 2014 Alena Krušinová
- 2015 bis 2018 Jana Koukolová-Petrová
- ab 2019 Tomas Hradil

## Partnerstädte
- Głubczyce, Polen
- Karben, Deutschland
- Mińsk Mazowiecki, Polen
- Nadwirna, Ukraine
- Pefki, Griechenland
- Povegliano Veronese, Italien
- Prudnik, Polen
- Rajec, Slowakei
- Saint-Égrève, Frankreich
- Telšiai, Litauen
- Yukon, Oklahoma, USA

Patenstadt Ansbach
Ansbach in Bayern ist seit dem 14. Juli 1954 Patenstadt für Jägerndorf. Die Patenschaft entstand aus der alten geschichtlichen Verbindung und aus den Bemühungen Bayerns, die Sudetendeutschen wirtschaftlich, kulturell und sozial einzugliedern. In den in Ansbach eingerichteten „Jägerndorfer Heimatstuben“ sind in sechs Räumen Exponate aus der Geschichte des Herzogtums Jägerndorf zu besichtigen. Im Kulturzentrum der Stadt Ansbach befindet sich das Stadtarchiv, in welchem auch das „Jägerndofer Heimatarchiv“ eingeordnet ist.

## Wirtschaft und Bildung

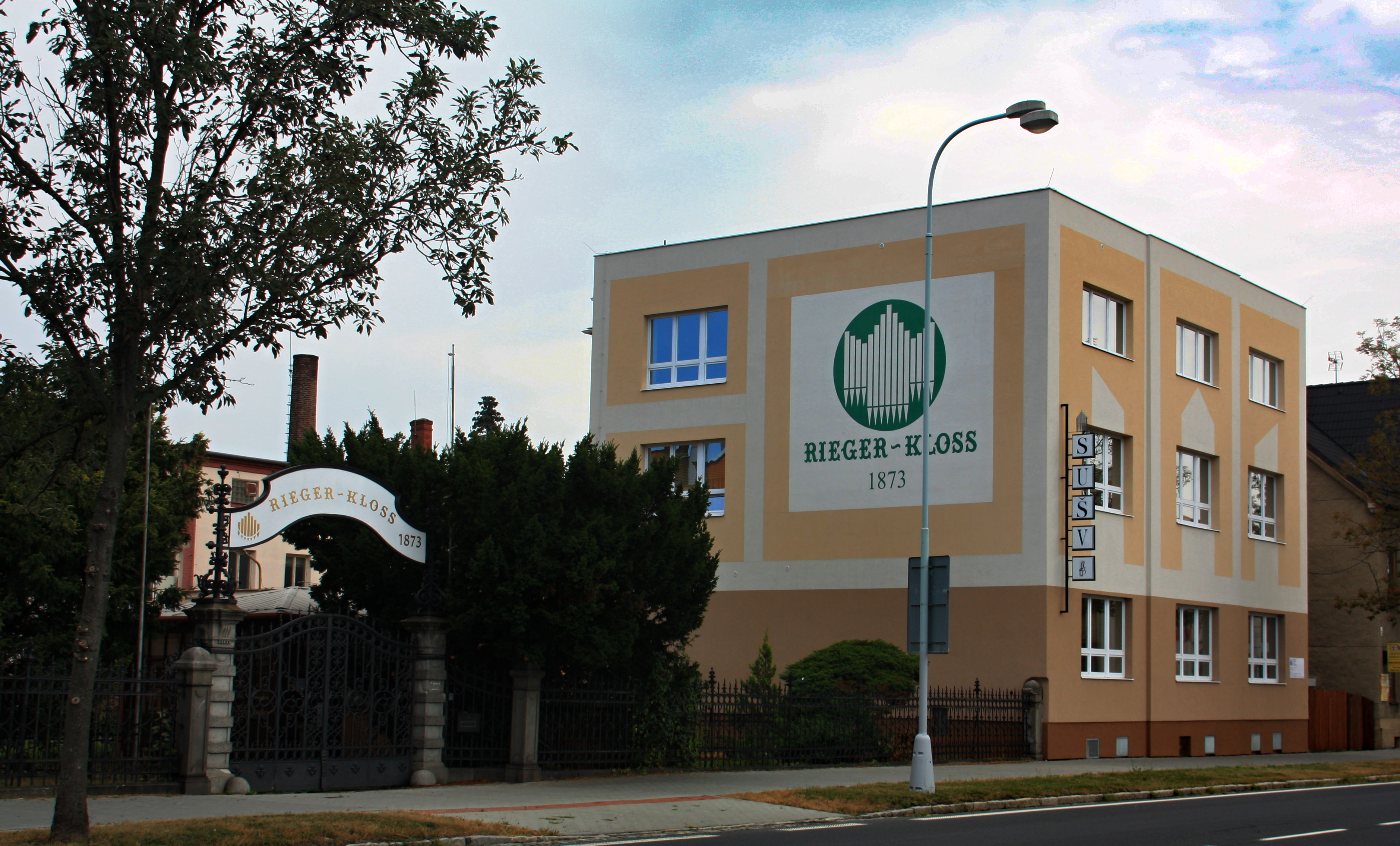
Sitz der Orgelbauschule auf dem Gelände der ehemaligen Rieger-Kloss-Orgelfabrik

Die aus dem Eisenbahnausbesserungswerk der Mährisch-Schlesischen Centralbahn hervorgegangene Firma Krnovské opravny a strojírny (KOS) (siehe auch Aliance TW) mit etwa 600 Mitarbeitern hat nach 2001 die Produktion von Straßenbahnen aufgenommen, aufbauend auf Typen von Tatra. Ein weiterer Betrieb ist der Getränkehersteller Santa nápoje, der unter anderem Kofola produziert. In Krnov gab es ein Studienzentrum der Schlesischen Universität Opava, das 2016 geschlossen wurde. Ab den 1960er-Jahren wurden in Krnov Jolana-Instrumente hergestellt, von 1947 bis 2015 stellte Rieger-Kloss Orgeln her, die Insolvenz erfolgte 2018. 1992 wurde auf dem Fabrikgelände eine Orgelbauschule (Střední umělecká škola varhanářská) gegründet, die bis heute existiert.

## Verkehr

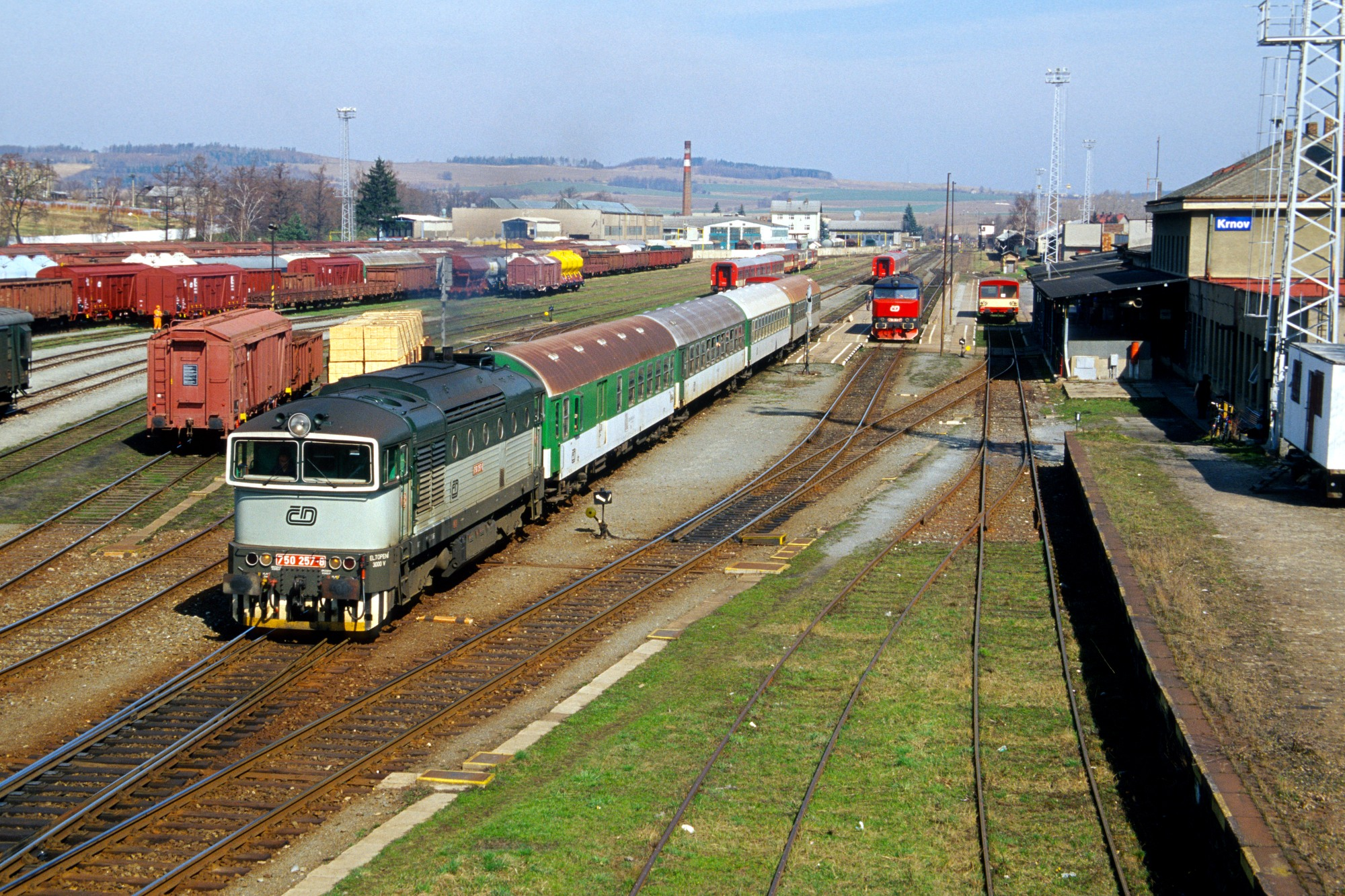
Abfahrt eines Zuges am Bahnhof Krnov

Krnov liegt an der Troppau-Olbersdorfer Reichsstraße (heute I/57), welche vom polnischen Teil Schlesiens in die Slowakei führt. Nördlich der Stadt befindet sich der Grenzübergang Bartultovice. Durch die Stadt führt die Straße I/45 nach Leobschütz.
Der örtliche Busverkehr wird von Veolia Transport Morava betrieben.
Krnov befindet sich an der Bahnstrecke 310 von Troppau (Opava) nach Olmütz (Olomouc) und an der Strecke 292 über Bad Ziegenhals (Głuchołazy) nach Freiwaldau (Jeseník). Bis 1945 existierte ferner eine Bahnstrecke nach Leobschütz in Polen.

## Persönlichkeiten

### Ehrenbürger
- Matthias Thiel, Stadtkaplan; 1861
- Carl Giskra (1820–1879), 1867–1870 österr. k.k. Minister des Innern; 1869
- Ignaz von Plener (1810–1908), österr. k.k. Handelsminister; 1869
- Max Machanek, Generaldirektor der Mährisch-schlesischen Zentraleisenbahn; 1870
- Josef Heinrich, Stadtpfarrer; 1872
- Alexander Freiherr von Summer, Landespräsident des österr. Herzogtums Ober- und Niederschlesien
- Josef Wünsch, Realschuldirektor, Obmann des Verschönerungsvereins; 1895
- Emil Hirsch, 18 Jahre Bürgermeister; Bau der Wasserversorgung; 1900
- Fanni Titze, Gastwirtin, Wohltäterin; 1905
- Johann Kienel (1854–1945), 16 Jahre Bürgermeister, Wohltäter; 1914
- Heinrich Graf Larisch von Moennich (1850–1918), schlesischer Landeshauptmann; 1917
- Richard Andratschke, Bürgerschuldirektor, 10 Jahre Bürgermeister; 1933
- Rudolf Bastl von Bastlingen, Oberrat, 20 Jahre Bezirkshauptmann (letzter deutscher); 1934
- Tomáš Garrigue Masaryk (1850–1937), erster tschechoslowakischer Staatspräsident; 1935; aberkannt 1938
- Anton Philieb, Retter der Burgbergkirche, Ehrengrab am Stadtfriedhof
- Gabriel Quesker, Retter der Burgbergkirche, Ehrengrab am Stadtfriedhof
- Herman Schmidt, Retter der Burgbergkirche, Ehrengrab am Stadtfriedhof
- Michael Weiss, Retter der Burgbergkirche, Ehrengrab am Stadtfriedhof

### Söhne und Töchter der Stadt
- Paul von Jägerndorf († 1377), von 1352 bis 1359 Bischof von Gurk und von 1359 bis 1377 Fürstbischof von Freising
- Anna Maria von Brandenburg-Ansbach (1526–1589), Herzogin von Württemberg
- Adam Francisci (1540–1593), Magister, ab 1577 in Ansbach als Generalsuperintendent, Rektor der Fürstenschule
- Ernst von Brandenburg (1617–1642), Markgraf von Brandenburg
- Emanuel Thomas Peter (1799–1873), Steinmetz und Miniaturmaler
- Adolf Korompay (1800–1864), Baumeister und Architekt
- Alois Larisch (1810–1880), Tuchfabrikant, Bürgermeister 1864–72
- Charles Louis Fleischmann (1835–1897), Unternehmer
- Johann Karl Proksch (1840–1923), Chirurg, praktischer Arzt und Medizinhistoriker
- Karl Türk (1840–1908), Arzt und Politiker, Abgeordneter
- Ernst Latzel (1844–1910), Baumeister und Architekt
- Cornvall Spatzier (1847–1903), Apotheker und Gemeinderat von Jägerndorf
- Hans Sperlich (1847–1931), Kunstmaler in Würzburg
- Karl Kinzer (1857–1916), Wasserbautechniker
- Leopold Bauer (1872–1938), Architekt und Oberbaurat
- Erich Wehrenfennig (1872–1968), Kirchenpräsident der Evangelischen Kirche in Böhmen, Mähren und Schlesien
- Heinrich Wolf (1874–1943), Journalist und Schachspieler
- Kurt Korff (1876–1938), Chefredakteur Berliner Illustrirte Zeitung und Die Dame in Berlin
- Grete Berger (1883–1944), deutsche Theater- und Filmschauspielerin
- Otto Karl Fröhlich (1885–1964), österreichischer Bauingenieur
- Robert Hohlbaum (1886–1955), Bibliothekar, Schriftsteller und Dramatiker
- Hubert Partisch (1886–1969), Schriftsteller, Autor
- Fritz Raida (1888–1981), akademischer Maler
- Erwin Ott (1892–1947), Fachschullehrer und Schriftsteller
- Karl-Maria Artel (1898–1969), Schauspieler
- Paul Fidrmuc (1898–1958), Journalist und Spion
- Fritz Geiringer (1900–1940), Textilhändler
- Franz Irblich (1905–1960), Baumeister, als Stadtrat verhinderte er 1938 die Zerstörung der Synagoge
- Lothar Machura (1909–1982), österreichischer Museumskurator
- Jan Behr (1911–1996), Pianist und Dirigent
- Hans von Meiss-Teuffen (1911–1984), Abenteurer und Einhandsegler
- Alfred Knoll (1912–1938), Fußballspieler, Turner
- Norbert Riedel (1912–1963), Ingenieur und Unternehmer
- Guido Knirsch (1912–?), Staatsanwalt, Kreisbetreuer für Jägerndorf
- Alfred Jüttner (1917–1999), Jurist und Publizist
- Rudolf Schautz (1919–1991), Sohn eines Arztes, Assistent von Eugen Kirch, ab 1949 Chirurg am Juliusspital, Chefarzt dort von 1968 bis 1984[15]
- Erwin A. Schinzel (1919–2018), Künstler, Bildhauer
- Ernst Burian (1919–?), Lagerführer des HJ-Wehrertüchtigungslagers Lunz am See
- Hanns Cibulka (1920–2004), Bibliothekar und Schriftsteller
- Fritz Böhm (1920–2013), Vorsitzender des Betriebsrates bei der Audi AG
- Walter Klose (1921–2003), Maler
- Ingeborg Herkommer (1921–2003), Pianistin
- Gerhard Taschner (1922–1976), Geigenvirtuose
- Reinhard L. Friede (* 1926), Professor für Augenheilkunde
- Walter Rudolf Trux (1928–2018), Industriemanager bei IBM, Generaldirektor des Vorstandes von F&S Schweinfurt
- Hermann Kloss (1931–2001), deutscher Orgelbauer
- Leonhard Lipka (1938–2019), Sprachwissenschaftler
- Joachim Nitsch (* 1940), Ingenieur und Energiesystemanalyst
- Pavel Fieber (1941–2020), deutsch-österreichischer Schauspieler, Sänger, Regisseur und Theaterintendant
- Klaus Czernuska (1943–2015), Bürgermeister der Stadt Bad Wimpfen und Landrat des Kreises Heilbronn
- Walter Heinz (1943–2016), deutscher TV-Journalist
- Günter Pumm (* 1944), Politikwissenschaftler
- Jiří Georg Dokoupil (* 1954), deutsch-tschechischer Maler, Zeichner und Grafiker
- Leon Koudelak (* 1961), Gitarrenvirtuose
- Jaroslav Sakala (* 1969), Skispringer
- Radek Bonk (* 1976), Eishockeyspieler
- Robert Cvek (* 1979), Schachspieler
- Radek Petr (* 1987), Fußballspieler
- Jan Štefela (* 2001), Hochspringer

### Sonstige Persönlichkeiten
- Georg (Brandenburg-Ansbach-Kulmbach) (1484–1543), Markgraf des Fürstentums Ansbach, Schlesischer Herzog
- Georg Friedrich I.(Brandenburg-Ansbach-Kulmbach) (1539–1603), Markgraf des Fürstentums Ansbach, Herzog von Jägerndorf
- Joseph Freiherr von Eichendorf (1788–1857), Dichter und Schriftsteller
- Vinzenz Pießnitz (1799–1851), Erneuerer der Kaltwasserkur
- Johann Rudolf Kutschker (1810–1881), Erzbischof von Wien
- Franz Rieger, (1812–1885) Orgelbauer und Fabrikant
- Hans Kudlich (1823–1917), Arzt, Politiker
- Hugo Schmidt, (1844–1907), Politiker, Arbeiterführer
- Anton Raida (1856–*) Restaurator, Maler
- Joseph Martin Nathan (1867–1947), Bischof von Branitz in Oberschlesien, Gründer der Heil- und Pflegeanstalten
- Rudolf Heeger (1883–1939), Sozialdemokrat, Mitglied des tschechischen Parlaments von 1920 bis 1938
- Siegmund Langschur (1884–1942), Lehrer am Gymnasium Jägerndorf, Vorstand der Jüdischen Gemeinde
- Ernst Kober (1885–1963), Museumsleiter und Archivar in Jägerndorf und Ansbach, Autor
- Bert Rudolf (1905–1992), Komponist
- Poldi Mildner (1913–2007), Pianistin und Klavierpädagogin